# Canon EOS-1D
Canon EOS-1D — профессиональный цифровой зеркальный фотоаппарат серии Canon EOS. Поступил в продажу в ноябре 2001 года и представляет первое поколение линейки EOS-1D. От всех последующих моделей семейства эта внешне отличается окном сенсора баланса белого справа от пентапризмы. Получил награду TIPA Best DSLR Professional 2002.

## Описание
Фотоаппарат Canon EOS-1D заменил выпущенные до этого Canon EOS DCS 1 и Canon EOS D6000, разработанные совместно с Kodak, и основан на шасси плёночной камеры Canon EOS-1V. Модель EOS-1D стала первой профессиональной цифровой камерой, самостоятельно разработанной компанией Canon, и основана на светочувствительной ПЗС-матрице размера APS-H производства Matsushita Electric с эффективным разрешением 4,15 мегапикселя. Кроп-фактор при использовании объективов, рассчитанных на малоформатный кадр, составляет 1,3×. Из-за высокого энергопотребления ПЗС-матрицы ёмкости 12-вольтового никель-металлгидридного аккумулятора NP-E3 хватает лишь на 350 снимков при комнатной температуре. Этот недостаток устранён лишь в следующей модели Canon EOS-1D Mark II, в которой использована КМОП-матрица: работоспособность такой же батареи в этой камере в пять-шесть раз превосходит EOS-1D.
Запись фотографий форматов JPEG и RAW возможна на карты памяти стандарта CompactFlash тип I и II. Впервые предельная ёмкость папок для хранения фотографий достигла 9 999 снимков: в дальнейшем это стало стандартом цифровых фотоаппаратов Canon. Имена файлов, генерируемых камерами этой модели, начинаются с буквенно-цифрового префикса, уникального для каждого экземпляра фотоаппарата, и позволяют оперативно идентифицировать автора съёмки в крупных фотослужбах. Префикс является заводской установкой и не может быть изменён. Связь с компьютером обеспечивается только при помощи интерфейса IEEE 1394. Жидкокристаллический дисплей диагональю 2 дюйма позволяет просматривать одну, четыре или девять фотографий одновременно, но не даёт возможности увеличения части снимка. Возможна запись звуковых комментариев к каждому снимку при помощи встроенного микрофона.
Конструкция камеры, основанная на плёночном аналоге EOS-1V, обладает таким же пылевлагозащищённым корпусом из магниевого сплава. От корпуса предшественника он отличается задней частью с «цифровыми» органами управления и неразъёмной конструкцией: батарейная рукоятка выполнена как одно целое с фотоаппаратом. Ламельный затвор с вертикальным движением металлических шторок обеспечивает диапазон выдержек от 1/16 000 до 30 секунд при рекордном значении синхронизации электронных вспышек до 1/500 секунды и обеспечивает ресурс не менее 150000 срабатываний. Согласованные вспышки дополнительно поддерживают синхронизацию на сверхкоротких выдержках за счёт «растянутого» импульса. Модуль автофокуса с 45 точками фокусировки так же позаимствован у плёночного аналога. На момент выхода EOS-1D был самым быстрым цифровым зеркальным фотоаппаратом, позволявшим снимать более 8 кадров в секунду серией до 21 снимка формата JPEG.

## Совместимость
EOS-1D совместим со всеми объективами с байонетом EF и фотовспышками серии Canon Speedlite EX, поддерживающими технологию E-TTL с предварительным импульсом. В качестве штатной используется модель 550 EX, разработанная ещё для плёночного фотоаппарата EOS 3. Вспышки предыдущей серии Speedlite EZ работоспособны только в ручном режиме, поскольку поддерживают технологию A-TTL, основанную на измерении света, отражённого от плёнки по принципу TTL OTF.